# Вінниця-Вантажна (зупинний пункт)
Ві́нниця-Ванта́жна — пасажирський залізничний зупинний пункт Жмеринської дирекції Південно-Західної залізниці на електрифікованій дільниці Козятин I — Вінниця між зупинним пунктом Стадниця (2 км) та станцією Вінниця (3 км). Розташований на північній околиці міста Вінниці Вінницької області.

## Історія
Зупинний пункт відкритий у 1974 році. У 1980-х роках перетворений на станцію.
У 2006 році станцію Вінниця-Вантажна приєднана до складу станції Вінниця, тож вантажні колії експлуатуються вантажним парком станції Вінниця, а пасажирські платформи слугують зупинним пунктом. Дві платформи розташовані у правій частині, якщо дивитися у напрямку Києва (ближче до Тяжилова, а надалі — від хутора Шевченка).

## Пасажирське сполучення
На зупинному пункті зупиняються більшість приміських електропоїздів жмеринського та козятинського напрямків. Пасажирські каси відсутні.